# Hico (Virginia Occidental)
Hico es un lugar designado por el censo ubicado en el condado de Fayette en el estado estadounidense de Virginia Occidental. En el Censo de 2010 tenía una población de 272 habitantes y una densidad poblacional de 20,92 personas por km².

## Geografía
Hico se encuentra ubicado en las coordenadas 38°7′0″N 81°0′39″O / 38.11667, -81.01083. Según la Oficina del Censo de los Estados Unidos, Hico tiene una superficie total de 13 km², de la cual 12.98 km² corresponden a tierra firme y (0.2%) 0.03 km² es agua.

## Demografía
Según el censo de 2010, había 272 personas residiendo en Hico. La densidad de población era de 20,92 hab./km². De los 272 habitantes, Hico estaba compuesto por el 98.9% blancos, el 0% eran afroamericanos, el 1.1% eran amerindios, el 0% eran asiáticos, el 0% eran isleños del Pacífico, el 0% eran de otras razas y el 0% pertenecían a dos o más razas. Del total de la población el 0% eran hispanos o latinos de cualquier raza.